# 艺术家之家
"艺术家之家协会"为"法国美术家协会"（La MdA，La Maison des Artistes）的非官方译名。
"法国美术家协会"，即"法国国家视觉艺术家协会"（L'Association Nationale des Artistes des Arts Visuels de France），创立于1952年，是自1965年起受国家委托管理视觉艺术和造型艺术分支的艺术家的必须社会保障金，同时为法国视觉艺术家提供信息交流、活动组织、行业互助等服务的法国公共服务机构。
"艺术家之家协会"这一译名通常为部分机构、个人或翻译软件对法国制度及法国美术家协会不了解，根据法语单词进行的单方面的直译。该名称与事实不符，未得到法国美术家协会的官方认可。
为避免基于东西方语言差异造成的协会中文译名的混淆，协会于2025年1月1日决议，依照多年前报备确定的协会名称的扩展名"L'Association Nationale des Artistes des Arts Visuels de France"（法国国家视觉艺术家协会），正式将其中文官方译名确定为"法国美术家协会"。

## 总部
协会总部位于
Hôtel Salomon de Rothschild - 11, rue Berryer - 75008 Paris - 法国巴黎